# Alexandre Devissi
Alexandre Devissi (ur. 3 kwietnia 1899 w Monako, zm. 5 stycznia 1982 tamże) – monakijski wioślarz, olimpijczyk.
Wystąpił na igrzyskach olimpijskich w Amsterdamie, gdzie wraz z kolegami startował w czwórce ze sternikiem (oprócz niego w składzie znaleźli się: Louis Giobergia, Charles Gardetto, Émile Gardetto i Pierre Levesy). W swoim wyścigu eliminacyjnym przegrali z osadą belgijską, jednak wystąpili jeszcze w repasażach. Monakijczycy przegrali jednak wyraźnie z francuskimi wioślarzami i odpadli z rywalizacji (reprezentanci Monako uzyskali czas 8:02,4, wynik o niemal 14 sekund gorszy od Francuzów).